# Tragulus versicolor
Tragulus versicolor  (лат.) — вид млекопитающих из семейства оленьковые. Это самое маленькое копытное животное в мире размером с кролика и весом до 5 кг. Эндемик Вьетнама, обитает исключительно в густых лесах горного хребта Чыонгшон.
До 2004 года он, как правило, рассматривался как подвид Tragulus napu, хотя более близко напоминает Tragulus kanchil. Недавние записи об этом очень малоизвестном виде отсутствуют, но это, скорее всего, связано с трудностями, связанными с отделением его от других оленьков, и общим отсутствием полевых работ в пределах предполагаемого ареала.
Вид входит в список 25 «самых разыскиваемых» видов, которые находятся в центре внимания некоммерческой организации по глобальной охране дикой природы. В ноябре 2019 года было сообщено, что группа учёных успешно сфотографировала животных в дикой природе впервые за 30 лет при помощи фотоловушек.